# Vsi pravijo ljubim te
Vsi pravijo ljubim te (tudi Ljubim te, pravijo vsi, angleško Everyone Says I Love You) je ameriški glasbeni komični film iz leta 1996, ki ga je režiral in zanj napisal scenarij Woody Allen. Slednji v njem tudi nastopi, ob njem so v glavnih vlogah še Julia Roberts, Alan Alda, Edward Norton, Drew Barrymore, Gaby Hoffmann, Tim Roth, Goldie Hawn, Natasha Lyonne in Natalie Portman. Dogajanje je postavljeno v New York, Benetke in Pariz, v filmu so tudi glasbene izvedbe igralcev, ki sicer niso znani po svojem petju. 
Film ni bil finančno uspešen, vseeno pa so ga kritiki označili za enega boljših filmov iz Allenovega poznejšega obdobja, kritik Chicago Sun-Timesa Roger Ebert ga je celo uvrstil med Allenove najboljše filme. Na strani Rotten Tomatoes je prejel oceno 79%. Nominiran je bil za Zlati globus za najboljšo komedijo ali muzikal.

## Vloge
- Natasha Lyonne kot Djuna »D.J.« Berlin
- Alan Alda kot Bob Dandridge
- Woody Allen kot Joe Berlin
- Drew Barrymore kot Skylar Dandridge
- Lukas Haas kot Scott Dandridge
- Goldie Hawn kot Steffi Dandridge
- Gaby Hoffmann kot Lane Dandridge
- Edward Norton kot Holden Spence
- Natalie Portman kot Laura Dandridge
- Julia Roberts kot Von Sidell
- Tim Roth kot Charles Ferry
- David Ogden Stiers kot Arnold Spence
- Itzhak Perlman
- Edward Hibbert kot a Harry Winston Salesman
- Patrick Cranshaw kot dedek
- Billy Crudup kot Ken Risley
- Robert Knepper kot Greg
- Scotty Bloch kot Lynn Spence
- Isiah Whitlock kot policist
- Kevin Hagan kot vratar
- Navah Perlman kot pianist
- Waltrudis Buck kot psihiater
- Christy Carlson Romano kot a maškara
- Arlene Martell kot a medicinska sestra